# Ghetto Machine
Albums de Loudness
Heavy Metal Hippies
(1994) Dragon
(1998)
Ghetto Machine est le 12e album studio du groupe japonais Loudness sorti le 25 novembre 1997,.

## Liste des titres
Toute la musique est composée par Akira Takasaki.
| No  | Titre            | Paroles                       | Durée |
| --- | ---------------- | ----------------------------- | ----- |
| 1.  | Ghetto Machine   | Masaki Yamada, Stephan Galfas | 4:04  |
| 2.  | Slave            | Masaki Yamada, Stephan Galfas | 3:17  |
| 3.  | Evil Ecstasy     | Masaki Yamada, Stephan Galfas | 4:10  |
| 4.  | San Francisco    | Kayla Ritt, Stephan Galfas    | 4:10  |
| 5.  | Love and Hate    | Masaki Yamada                 | 6:41  |
| 6.  | Creatures        | Masaki Yamada, Stephan Galfas | 5:30  |
| 7.  | Katmandu Fly     | Masaki Yamada                 | 1:14  |
| 8.  | Hypnotized       | Masaki Yamada                 | 4:44  |
| 9.  | Dead Man Walking | Masaki Yamada                 | 4:45  |
| 10. | Jasmine Sky      | Masaki Yamada                 | 5:47  |
| 11. | Wonder Man       | Masaki Yamada                 | 5:54  |

## Composition du groupe
- Masaki Yamada - chants
- Akira Takasaki - guitares
- Naoto Shibata - basse
- Hirotsugu Homma - batterie